# Талдыбулак (Алакольский район)
Талдыбулак (каз. Талдыбұлақ) — село в Алакольском районе Жетысуской области Казахстана. Входит в состав Теректинского сельского округа. Код КАТО — 193469200.

## Население
В 1999 году население села составляло 88 человек (53 мужчины и 35 женщин). По данным переписи 2009 года, в селе проживали 92 человека (53 мужчины и 39 женщин).